# Патрик Хед
Патрик Хед е британски инженер и бизнесмен, съсобственик на „Уилямс“.

## Биография
Роден е на 5 юни 1945 г. във Фарнборо, Англия. Започва работа в „Уилямс“ през 1977 г. като главен конструктор, в момента е съсобственик, заедно с Франк Уилямс. Много от топ специалистите във „Формула 1“ – Геф Уилис, Сам Майкъл, Ейдриън Нюи, Рос Браун и др., са били негови подчинени.
Прочутият съосновател на „Уилямс“, дългогодишен технически директор и главен инженер в екипа работи в Гроув от 1977 г. насам, когато заедно с Франк Уилямс основават една истинска легенда в спорта. За своите повече от 30 г. в Гран при „Уилямс“ има спечелени 9 титли при конструкторите и 7 при пилотите. Последните 2 обаче датират от 1997 г., а оттогава екипът тръгва надолу. За последно се бори за короната през 2003 г., през сезон ? записва най-слабото си класиране в историята – 9-о място с едва 5 точки (екипът е 9-и и през 1978 г., но с 11 т.). Заради липсата на успехи от една страна и може би в по-голяма степен заради напредналата си възраст, Хед решава след края на 2011 г. да се оттегли от екипа и от Ф1 като цяло.
За това подсказва фактът, че в началото на ? година Хед продава голяма част от своя дял от 27% в „Уилямс“ при първичното публично предлагане на акциите на борсата във Франкфурт, за което събра над $50 млн.
„Няма да бъда част от програмата на отбора през следващия сезон, заяви 65-годишният британец. – Нямах намерение да спирам окончателно с ангажиментите си във Формула 1, още повече след като този слаб сезон вече е зад нас. Но когато се замислих с какво по-специално бих могъл да помогна на инженерите и екипа, тогава разбрах, че то не е достатъчно, за да оправдае оставането ми. Това не е в мой интерес и не е добре за компанията, затова реших да се фокусирам над нещо друго. Преместването ми в Williams Hybrid Power може да звучи малко скучно, но всъщност работата там ще е високо технологична и доста интересна.“
Хед е известен с откровеността си и искреността си, но това понякога му пречи в отношенията с членове на екипа и с пилотите. Със сигурност обаче е много популярна фигура в спорта и много уважаван човек. Под негово ръководство са работили много от топ инженерите от настоящето и близкото минало, като Ейдриън Нюи, Нийл Отли, Рос Браун, Франк Дерни, Егбал Хамиди, Джеф Уилис и Енрике Скалаброни.
Хед е роден на 5 юни 1946 във Фарнборо, Англия. Той израства с автомобилния спорт още от малък. Неговият баща Колонел Майкъл Хед се състезава със спортни коли „Ягуар“ през 50-те години на ХХ век, като постига успехи. В същото време Патрик учи в частния колеж в Уелингтън. След това обаче той напуска и се присъединява към колежа Royal Navy в Дартмоут, но скоро след това осъзнава, че кариера при военните не е начинът, по който иска да прекара живота си.
Затова напуска, плащайки обезщетение от 195 паунда, и отива да учи първо в университета в Бирмингам, а след това и в Бърнимот. Хед се дипломира през 1970 г. в учебното заведение UCL със специалност Машиностроене. Веднага след това се присъединява към производителя на шаси „Лола“ в Хънтингтън. Там той създава приятелски взаимоотношения с Джон Барднар, който по-късно става дизайнер на „Макларън“, „Бенетон“ и „Ферари“ и неговите болиди съперничат именно на „Уилямс“. В компанията Хед участва в много нови проекти, всички от които се опитват да се утвърдят като производители на коли или инженерни компании. В този период Хед и Франк Уилямс се срещат за първи път. Разочарован от липсата на успехи, Патрик изоставя автомобилния спорт и започва да работи по изграждането на лодки. Това продължава 2 години. През 1976 г. обаче Франк Уилямс решава, че е дошло подходящото време да създаде свой собствен тим и за целта се опитва да върне Хед в спорта. Първият опит е неуспешен, но вторият да и на 8 февруари 1977 г. двамата основават Williams Grand Prix Engineering. Франк притежава 70%, а Хед 30% от тима. През същата година екипът се състезава с частно шаси на „Марч“, но на следващата благодарение на подкрепата на Саудитските авиолинии, базираният в Гроув тим създава собствено шаси FW06. За пилот е привлечен перспективния Алан Джоунс. Въпреки липсата на достатъчно пари и нуждата Франк често да управлява бизнеса си от бюрото и телефона, Хед създава респектираща кола. С нея Джоунс се класира 2-ри в Гран при на САЩ на „Уоткинс Глен“, а екипът печели общо 11 точки и заема 9-о място в шампионата при конструкторите. Още на следващата 1979 Джоунс влиза в битката за короната. Австралиецът печели 4 победи през втората половина от сезона и завършва 3-ти в шампионата. Първата победа за екипа на „Уилямс“ обаче носи Клей Регацони в Англия на „Силвърстоун“. Това утвърждава Хед като отличен дизайнер. Логично през 1980 г. Джоунс с най-добрата кола печели титлата, а екипът взема тази при конструкторите през 1980 и 1981 г. Следва нова титла на Кеке Розберг за 1982 г. В този период Хед създава и някои революционни за спорта концепции, сред които са 6-колесният болид, тестван през 1982 г., и безстепенната скоростна кутия, която замества конвенционалната трансмисия и позволява на двигателя да запази оптимални обороти по време на цялата обиколка. Заради промените в правилата обаче никое от тези нововъведения не влиза в състезанията, което се дължи и на натиска, оказван от други отбори върху ръководителите на спорта.
В следващите години Хед постепенно се отдалечава от това директно да конструира колите, създавайки позицията технически директор. Специалистът, заемащ длъжността, има за задача да ръководи целия процес на дизайн, конструиране, тестове и състезания.
През 1986 г. обаче Франк Уилямс претърпява много тежка автомобилна катастрофа на връщане от тестове на пистата „Пол Рикар“. След инцидента босът остава парализиран завинаги и е в инвалидна количка. Това налага Хед и останалите висши служители на тима да поемат управлението на компанията. Това се отразява лошо на сезона, в който борещите се за титлата Найджъл Менсъл и Нелсон Пикет в крайна сметка са изпреварени от хитрия и пресметлив французин Ален Прост с „Макларън“. Основна причина затова са технически проблеми и лошо избрана стратегия в някои от състезанията. Все пак екипът печели титлата при конструкторите, а през следващата екипът доминира напълно и Пикет грабва короната. След това обаче екипът е изоставен от доставчика на мотори „Хонда“, като според спекулациите причината е, че японците са настоявали в екипа да кара техният сънародник Сатору Накаджима, а Франк Уилямс категорично е отказал. Големият си удар Хед обаче прави през 1990 г., привличайки техническия директор на „Лейтън Хаус“ Ейдриън Нюи.
Двамата бързо сформират страхотно партньорство, което носи безапелационно всички титли в Гроув през 1992 и 1993 г. Тогава обаче идва трагедията с Аертон Сена на „Имола“ през 1994 г., за смъртта на когото е обвинен именно Хед. Като причина за инцидента се смята счупване на кормилната щанга, която според експертизата не е била добре проектирана и след това заварена (Сена иска промяна на височината на волана преди състезанието). След много дела и разследвания в крайна сметка през 2006 г. Хед е признат за отговорен за инцидента на Аертон, но поради ограничения срок на давност за предумишлено убийство от 7 години и 6 месеца в Италия, той не понася никакви наказания (присъдата е произнесена повече от 12 години след трагичния инцидент).
Случилото се се отразява негативно на Хед и целия екип, който губи титлата при пилотите за 1994 г. и след това двете корони през 1995 г., въпреки че през последната болидът на „Уилямс“ отново е най-добрият в решетката. Следва обаче нова силна серия през 1996 и 1997 г. и триумфи на Деймън Хил и Жак Вилньов. В края на 1996 г. обаче тимът изпуска Нюи, който според слуховете вече не се разбира добре с Хед. Спецът преминава в „Макларън“, а след края на 1997 г. и „Рено“ изостава тима като доставчик на безспорно най-добрите тогава двигатели в шампионата. Логично идва спад и през следващите 3 години „Уилямс“ не взема нито една победа. През 2000 г. обаче идват големите надежди заради завръщането на БМВ в спорта като доставчик на двигатели за екипа от Гроув. В миналото баварците правеха страхотни турбомотори и сега също не пропускат да направят изключително мощен и гъвкав мотор. За жалост обаче шасито не е на нивото на това на „Ферари“, като обвиняван за това е основно Хед. Той търпи критики и от баварците, като двете страни си разменят взаимно нападки. През 2001 и 2002 г. Хуан-Пабло Монтоя и Ралф Шумахер печелят доста победи, но не разполагат с нужното, за да се борят за титлата със Скудерията. Чак през 2003 г. това се осъществява, но повреди в колата и грешки на пилотите ги лишават от шанса да спечелят шампионата. А този шанс се оказва и последен. След това тимът започна да се свлича надолу. През 2004 г. революционният дизайн на предното крило не дава очакваните резултати и екипът завършва сезона само с една победа и то в последния кръг в Бразилия. Това се оказва и последният успех за екипа. През май същия сезон
Хед напуска поста технически директор, като е заменен от младия и амбициран 33-годишен Сам Майкъл. Патрик остава главен инженер. Това бележи началото на голямото падение на отбора, за което фактите говорят сами. От 2005 г. датира последният реален полпозишън за отбора дело на Ник Хайдфелд на „Нюрбургринг“ (този на Хюлкенберг от 2009 г. в Бразилия дойде случайно при променливи метеорологични условия). След финала на въпросния сезон идва и раздялата с БМВ като доставчик на мотори. Германците са недоволни и напускат, купувайки отбора на „Заубер“ на следващата година.
През 2008 г. за последно пилот на „Уилямс“ се качва на подиума – Нико Розберг в „Сингапур“, а през 2009 г. за последно състезател от „Уилямс“ води в състезание. Това направи отново Розберг в Малайзия. Логично липсата на успехи отблъсква и спонсорите. Само в рамките на няколко години „Уилямс“ е изоставен от „Петробрас“, „Хюлет Пакард“, Британската банка „Роял Банк ъф Скотланд“, AT&T и др.